# Milchsäurebutylester
Milchsäurebutylester, auch Butyllactat, ist der Butylester der Milchsäure.

## Gewinnung und Darstellung
Butyllactat kann zum Beispiel durch Reaktion von Calcium- oder Natriumlactat mit 1-Butanol in Benzol unter Anwesenheit von Schwefelsäure gewonnen werden. Dabei entsteht ein Racemat aus der D- und L-Form. Die jeweils reine D- oder L-Form kann durch Reaktion von Zinkammonium-D- oder Zinkammonium-L-lactat mit 1-Butanol in Gegenwart von Salzsäure dargestellt werden.

## Eigenschaften
Butyllactat ist eine wenig flüchtige, farblose Flüssigkeit, die löslich in Wasser ist.

## Verwendung
Butyllactat wird bei der Herstellung von Nanopartikeln und als Lösungsmittel (z. B. für Nitrocellulose) verwendet.
Butyllactat wurde außerdem seit den 1930er Jahren als Duftstoff verwendet.

## Sicherheitshinweise
Die Dämpfe von Butyllactat können mit Luft ein explosionsfähiges Gemisch (Flammpunkt 61 °C, Zündtemperatur 380 °C) bilden.